# H.U. Ramsing
Holger Utke Ramsing (født 13. marts 1868 i København, død 20. januar 1946) var en dansk officer, topograf og amatørhistoriker. Han var gift med Julie Ramsing, bror til bl.a. Christian C.U. Ramsing og Aage Utke Ramsing samt far til Erik V. Ramsing.

## Karriere som ingeniørofficer
Holger Ramsing var søn af premierløjtnant, senere oberst Peder Erhard Marius Ramsing (1837-1904) og Sophie Hedevig Utke (1847-1915). og tog studentereksamen 1885 fra Metropolitanskolen. Han blev både sekond- og premierløjtnant i Ingeniørkorpset i året 1888 og efter fem års tjeneste ved den dansk-vestindiske hærstyrke (1895–1900) kaptajn og chef for telegrafkompagniet 1901, chef for Vestfrontens Bygningsdistrikt 1907-18, oberstløjtnant og chef for telegrafbataljonen 1918, chef for 1. ingeniørbataljon 1920, oberst og chef for 2. ingeniørbataljon 1924, chef for ingeniørdirektionen 1925, generalmajor og generalinspektør for Ingeniørtropperne 1930 samt direktør for Hærens Bygningstjeneste fra 1932 til sin afgang fra tjenesten 1934.
H.U. Ramsing har bl.a. stået for anlæggelsen af Masnedøfortet samt Mosede- og Borgstedbatterierne. Desuden var han lærer ved Hærens Officersskole og skrev flere lærebøger (Fæstningskrigen, 1909f; Lærebog i Krigsbygningskunst, 1911). 1931-34 var han formand for Officersforeningen.
Ramsing blev Ridder af Dannebrog 1906, Dannebrogsmand 1917, Kommandør af 2. grad 1927 og af 1. grad 1932.

## Politisk engagement
Ramsing blev dybt påvirket af sit ophold i Dansk Vestindien, var modstander af et salg af øerne og skrev ved sin hjemkomst Vore vestindiske Øers Fremtid under dansk Flag (1901) og året efter anonymt pjecerne Kampen om Dansk Vestindien (1902) og Kan der ved Reformer skabes en bedre Balance paa Dansk Vestindiens Budget? (s.å.). Han rejste i 1903 sammen med andre sagkyndige i Den vestindiske Kommission til øerne og sad i forretningsudvalget for Plantageselskabet dansk Vestindien, hvor han var formand fra 1915 til selskabets likvidation 1923.
Sammen med sin hustru var han også en varm støtte af danskheden i Sydslesvig. Efter afstemningen i Slesvigs 2. zone 1920 blev H.U. Ramsing spurgt til råds af to medlemmer af den internationale kommission, nordmanden Thomas Heftye og franskmanden Paul Claudel, med det formål at drage en grænselinje, som kunne muliggøre en indlemmelse i Danmark af de dansktalende landdistrikter vest for Flensborg. Planen blev ikke til virkelighed. 1935 blev Ramsing valgt til formand for Flensborg-Samfundet og Foreningen Danebrog.

## Topografisk-arkæologisk forfatter
H.U. Ramsing var bl.a. forfatter til en række topografiske værker. Han forestod bl.a. under sin udstationering udgravninger i skaldynger på St. Croix. Disse fund er nu på Nationalmuseet.
I København videreførte Ramsing det arbejde, som var indledt af H.N. Rosenkjær. Ramsing fulgte i det meste af sin levetid med i alle udgravninger i hovedstaden. Han fordybede sig samtidig i de skriftlige kilder til byens ældre historie. Det førte til mange publiceringer om byens topografi og historie i Historiske Meddelelser om København samt bøger om Metropolitanskolen (1916) og Sankt Petri Kirke (1925), i oversigten over Københavns historie til 1728 i Trap Danmarks 4. udgave 1929 og i avisartikler. Et samlet værk om emnet Københavns Historie og Topografi i Middelalderen udkom 1940 i tre bind.
I sine sidste leveår koncentrerede han sig især om at kortlægge de københavnske ejendommes historiske ejerforhold. Han blev færdig med de første fire bind før sin død, og arbejdet blev videreført af Albert Fabritius, Victor Hermansen, Egil Skall og Poul Strømstad. Ramsings arbejde var ikke lydefrit set med fagfolks øjne, men der stod altid respekt om generalens store viden og arbejdsgiver. Ramsings efterladte samlinger findes i Københavns Stadsarkiv.

## Privat
Han blev gift 25. januar 1895 i Matthæus Kirke med Julie Frederikke Vallentin (12. september 1871 i Aalborg – 17. marts 1954 i Gentofte), datter af grosserer Poul Georg Vallentin (1840-1905) og Johanne Marie Bay (1852-1924).
Han er begravet på Vestre Kirkegård.